# Ozarba phaeocala
Ozarba phaeocala là một loài bướm đêm trong họ Noctuidae.